# Homo novus
Homo novus era una expressió que s'utilitzava a l'Antiga Roma quan el primer home d'una família ostentava el càrrec de Cònsol de la República Romana.
L' Homo novus, acostumava a ser fill de la classe dels «Equites» o cavallers romans, els quals en la seva majoria procedents de les aristocràcies locals, amos de la propietat, el poder i els càrrecs públics en les ciutats d’Itàlia. Els nobiles vigilaven gelosament no només l’admissió al senat sinó l’accés al consolat, ja que consideraven un escàndol i un sacrilegi que un home sense avantpassats aspires a la més alta magistratura de la República Romana.
Sal·lusti diu sobre Caius Marius (157 aC-86 aC), que era un home procedent d’una família eqüestre de la ciutat italiana de Cereatae (Arpínum), sense avantpassats il·lustres que haguessin ostentat les més altes magistratures de la República Romana, en el seu esforç de presentar-se al Consolat: «No obstant, sent com era aquest home en aquell moment, (doncs posteriorment l’ambició el va dur a la ruïna) no s'atrevia a presentar-se al Consolat. Encara en aquell temps la plebs concedia els altres càrrecs, però el Consolat se’l passava la noblesa de ma a ma. Cap homo novus era tant famós ni els seus actes tant singulars que no fos tingut per indigne d’aquest càrrec i com empestat per al mateix»